# セクレチン
セクレチン (secretin) は小腸粘膜で合成され、膵臓からの重炭酸塩の外分泌を亢進させる消化管ホルモンである。塩酸を含むため酸性を帯びた粥状液が胃から送られてくることによって十二指腸の pH が低下すると分泌される。27個のアミノ酸からなるペプチドホルモンであり、そのうち14個はグルカゴンと同じ配列を持つ。
1902年、血液によって運搬されて生理学的効果を及ぼす基質として初めて同定された。この種の基質は「ホルモン」と名づけられ、セクレチンは最初に発見された1つとなった。ホルモンの語はウィリアム・ベイリス (William Bayliss) とアーネスト・スターリング (Ernest H. Starling) によって作り出され、この種の伝達物質を分類するのに用いられた。

## 機能
肝臓、膵臓、十二指腸腺からの重炭酸塩（塩基）の分泌をうながし、酸性粥状液を中和させる。またコレシストキニンの効果を強める。生長の健全な促進や膵臓の整調を行うことが知られている。
G細胞からのガストリンの放出を抑制して胃酸の分泌を抑えることにより、胃から十二指腸に消化物が送られる際の pH の調整を補助する。膵臓アミラーゼや膵臓リパーゼなどの消化酵素が機能するには中性付近が最適なので、この機能は重要である。